# Долішня Градешниця
Долішня Граде́шниця (болг. Долна Градешница) — село в Благоєвградській області Болгарії. Входить до складу громади Кресна.

## Населення
За даними перепису населення 2011 року у селі проживала 661 особа.
Національний склад населення села:
| Національність   | Кількість осіб | Відсоток |
| ---------------- | -------------- | -------- |
| болгари          | 648            | 98,8%    |
| цигани           | 5              | 0,8%     |
| турки            | 0              | 0%       |
| Всього відповіли | 656            |          |

Розподіл населення за віком у 2011 році:
Динаміка населення: